# 井口富夫
井口 富夫（いぐち とみお、1949年9月 - ）は、日本の経済学者。専門は産業組織論、保険論、地域経済論。龍谷大学経済学部現代経済学科教授。

## 経歴
大阪市生まれ。1977年3月、神戸大学大学院経済学研究科博士課程修了。経済学博士（神戸大学）。翌月から龍谷大学経済学部に勤務、現在に至る。1983年4月から翌年9月にかけ、カリフォルニア大学サンタバーバラ校経済学部経済研究員を、2005年10月から2007年9月にかけ、東京海上研究所客員研究員をそれぞれ務めた。日本保険学会、日本経済政策学会会員。京都商工会議所地域活性化特別委員。

## 主な著書
- 『現代保険業研究の新展開』
- 『現代保険業の産業組織』
- 『現代保険業のシステム変動』
- 『都市のにぎわいと生活の安全』
- 『規制緩和と地域経済』
- 『企業家精神と地域経済』
- 『地域ダイナミズムの研究』
- 『地域経済のダイナミズム』